# هدى توتنجي
هدى أحمد توتنجي فنانة أمريكية ولدت ونشأت في المملكة العربية السعودية. توتنجي هي خطاطة محترفة ومعلمة للخط العربي. بالإضافة إلى أعمالها في مجال الخط العربي، فإنها تمارس أيضًا فن الوسائط المختلطة والتنصيبية وفن الأداء. توتنجي هي رئيسة "Huda Art, LLC"، وهي المنظمة التي تخلق فنا مخصصا للعملاء. توتنجي هي أيضا أول سعودية تحاضر في جامعة هارفارد.

## السيرة
ولدت توتنجي في الرياض. حصلت على درجة البكالوريوس والماجستير في الفنون الجميلة من جامعة جورج ميسون. كما حصلت توتنجي على الإجازة في الخط الإسلامي في الأردن وحصلت على درجة الدكتوراه في الفنون الجميلة في أيرلندا. درست التصميم الجرافيكي في معهد الفنون في واشنطن. وتقوم توتنجي بتدريس التصميم الجرافيكي في جامعة دار الحكمة، جدة. غالبًا ما تحاضر في جامعات في منطقة واشنطن العاصمة وغيرها من أمثال جامعة جورج تاون، وجامعة جورج واشنطن، وجامعة هوارد، وكلية مونتغمري، وجامعة ولاية أوريغون، وجامعة بورتلاند، وجامعة ولاية كنساس، وجامعة ولاية بنسلفانيا، وجامعة العلوم في فيلادلفيا، جامعة تكساس إيه آند إم، وجامعة جريفيث في بريزبان، أستراليا وغيرها.
شاركت في أكثر من 20 معرضًا حول العالم وحصلت على شهادة في تكنولوجيا المعلومات المرئية. تتنوع لوحاتها من صور البورتريه إلى المناظر الطبيعية، ومن الصور الحيوية إلى فن الخط. تحب توتنجي مزج أشياء مثل قصاصات الصحف في إنشاءاتها وأدائها. في عام 2009، شاركت هدى في مؤتمر قادة الغد المسلمون 2009 في الدوحة، قطر. تم انتخابها من بين 300 زعيم مسلم من 75 دولة لتمثيل النساء المسلمات هناك.
تم عرض أعمال توتنجي في فيلم بي بي إس، محمد: تراث نبي. كتبت شبكة الإذاعة الإسلامية (IBN) أن توتنجي تجلب «شعورًا بالحقيقة والإنسانية لفكرة المرأة المسلمة [... ] هدف هدى هو إحداث ثورة وإنهاء فكرة أن المرأة المسلمة محدودة القدرات.».

## روابط خارجية
- موقع رسمي